# Galápagos (Guadalajara)
Galápagos ist eine zentralspanische Kleinstadt und eine Gemeinde mit 2.748 Einwohnern (Stand: 2024) in der Provinz Guadalajara in der Autonomen Gemeinschaft Kastilien-La Mancha. 

## Geografie
Galápagos befindet sich etwa 60 Kilometer nordöstlich von Madrid und etwa 20 Kilometer westnordwestlich von Guadalajara in einer Höhe von ca. 735 m. 

## Bevölkerungsentwicklung
| Bevölkerung | Bevölkerung | Bevölkerung | Bevölkerung | Bevölkerung | Bevölkerung |
| 1970        | 1981        | 1991        | 2001        | 2011        | 2021        |
| ----------- | ----------- | ----------- | ----------- | ----------- | ----------- |
| 220         | 206         | 199         | 363         | 2174        | 2579        |

## Sehenswürdigkeiten
- Peterskirche (Iglesia de Catedra de San Pedro en Antioquía)
- Grafenpalast derer von Moriana

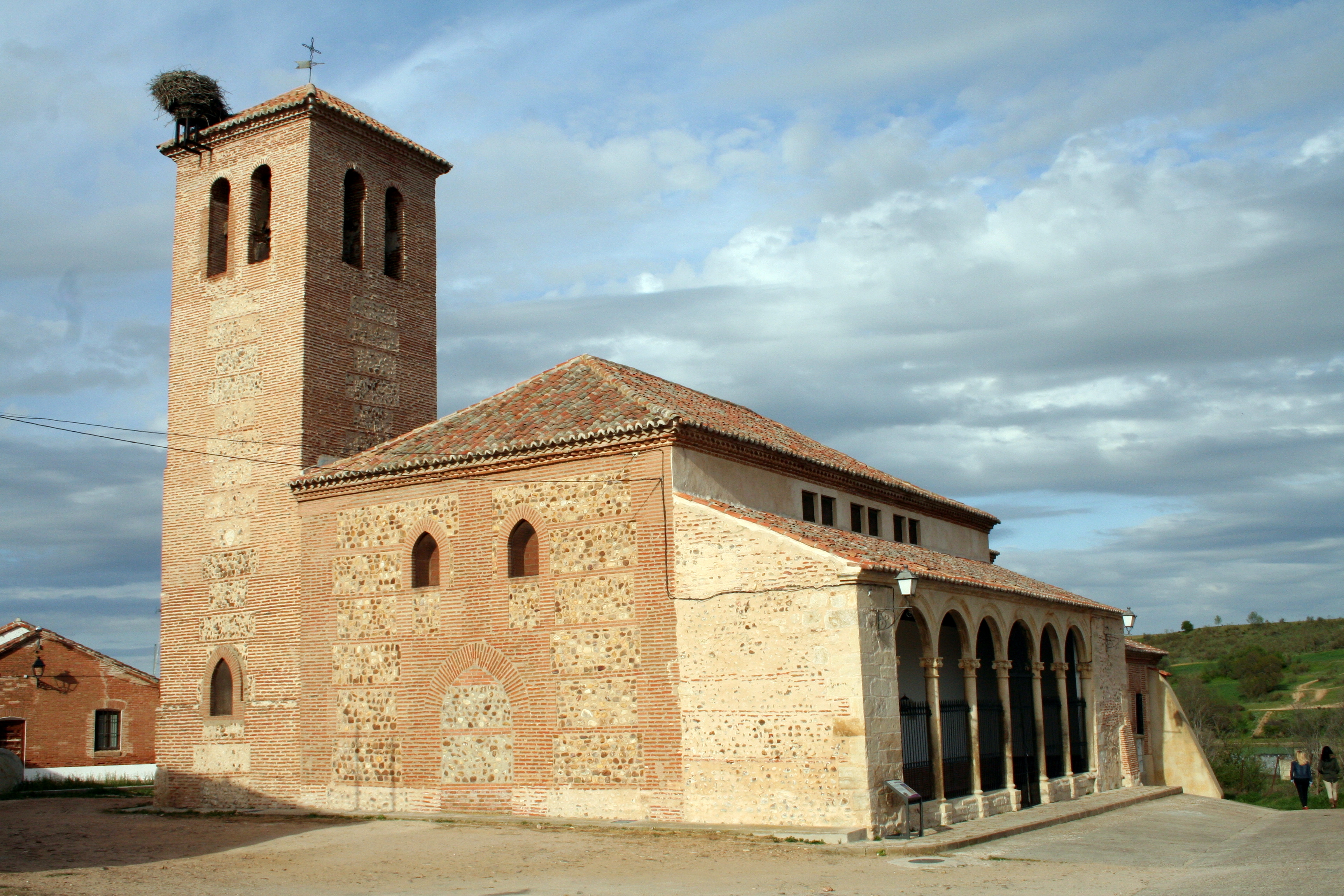
Peterskirche
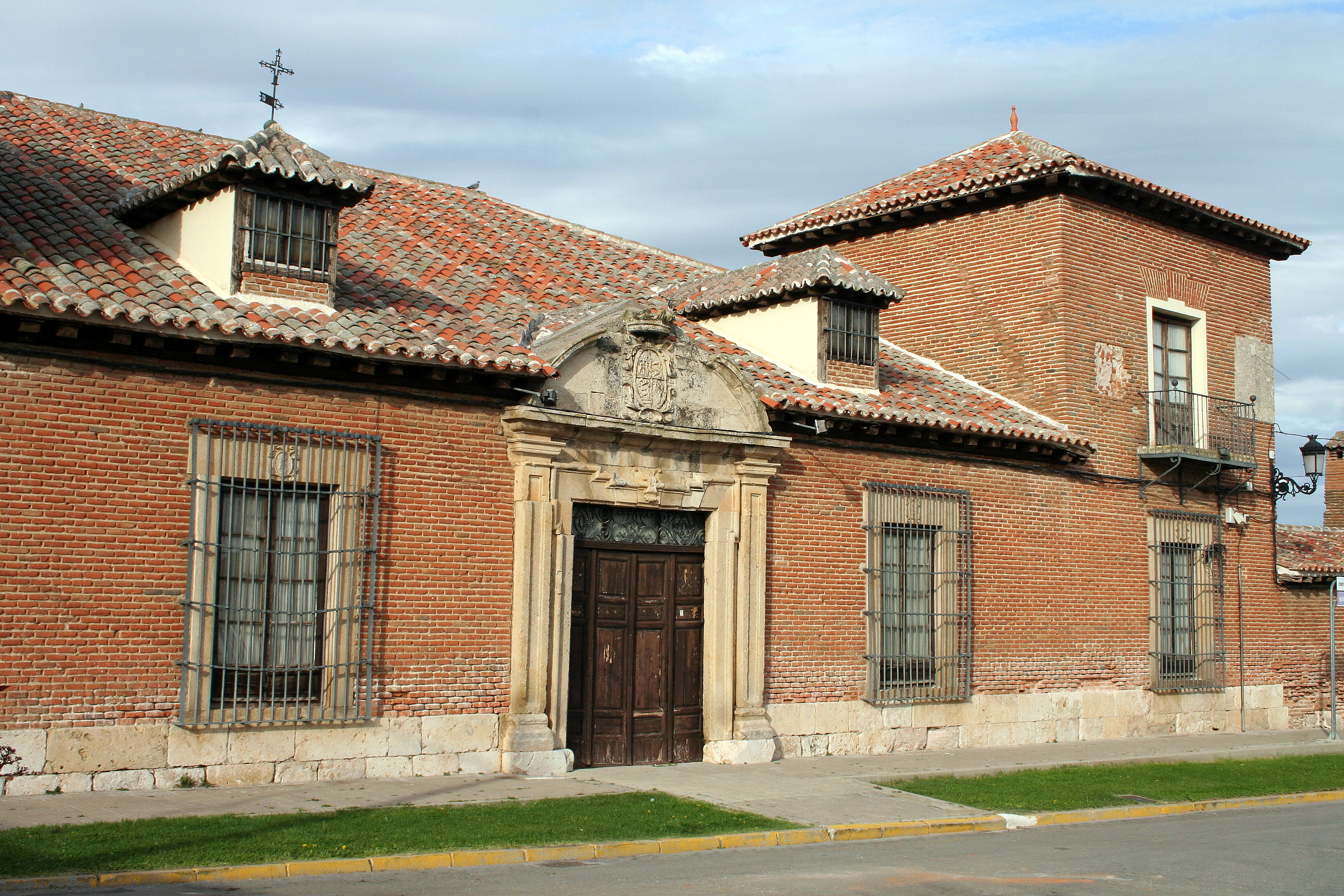
Palast der Grafen von Moriana